# ستيف إتش موردوك
ستيف إتش موردوك (بالإنجليزية: Steve H. Murdock)‏ هو عالم اجتماع وأستاذ جامعي أمريكي، ولد في 1948.